# Beta Tauridi
Beta Tauridi so dnevni meteorji iz vsakoletnega meteorskega roja.
Radiant Beta Tauridov leži v ozvezdju Bika (Tau) (Taurus). Beta Tauridi se pojavljajo od 5. junija do 18. julija, svoj vrhunec pa dosežejo 29. junija.
Roj povzroča isti oblak delcev kot oba glavna roja Tauridov.
Predvidevajo, da je temu roju pripadal tudi Tunguški meteorit.

## Zgodovina[1]
Beta Tauride so najprej opazili na Observatoriju Jodrell Bank med 20. in 27. junijem leta 1947 ko so zaznali od 20 do 30 meteorjev na uro. Opazovali so jih tudi naslednje leto, ko so jih zaznali 35 na uro. Do leta 1950 ni bilo opravljenih zanesljivih meritev. Opazili so tudi, da se radiant vsak dan premakne. V letu 1953 so ugotovili, da je dnevni premik radianta +0,67 ° v rektascenzija in +0,44 ° v deklinaciji. Na južni polobli so opazili Beta Tauride leta 1953.

## Opazovanje
Beta Tauridi spadajo med dnevne meteorske roje. Ta vrsta rojev ima največjo aktivnost po vzhodu Sonca. Kadar je radiant blizu Sonca jih opazujemo samo z radarjem, ki jih lahko našteje do 25 na uro.